# Rue des Carrières-d’Amérique
Die Rue des Carrières-d’Amérique ist eine Straße im Quartier d’Amérique in der französischen Hauptstadt Paris.

## Lage
Die Rue des Carrières-d’Amérique beginnt im 19. Arrondissement an der Rue Manin 46 und endet am Boulevard Sérurier 141/2. Sie ist 150 Meter lang und 12 Meter breit.

## Geschichte
Die Trasse der heutigen Straße wurde 1812 auf dem Katasterplan der Gemeinde La Villette als Chemin des Carrières und 1844 als Chemin de l’Amérique bezeichnet. Sie bildete die Grenze zum Quartier de Belleville und endete damals in der ehemaligen Rue de Belleville (heute Rue d'Hautpoul). Der westliche Teil der Trasse wurde im Zuge der Stadtplanung in den 1860er Jahren überbaut.

## Name
Der Name der Steinbrüche wird bereits 1682 urkundlich erwähnt. Er geht wohl auf den irisch-stämmigen Steinbruch-Besitzer Fitz-Merald zurück, der in Amerika reich geworden war. Die urbane Legende, dass der Gips bis nach Amerika exportiert worden sei, und dort sogar für den  Bau des Weißen Hauses verwendet worden sei, gilt gemeinhin als widerlegt.

## Steinbrüche

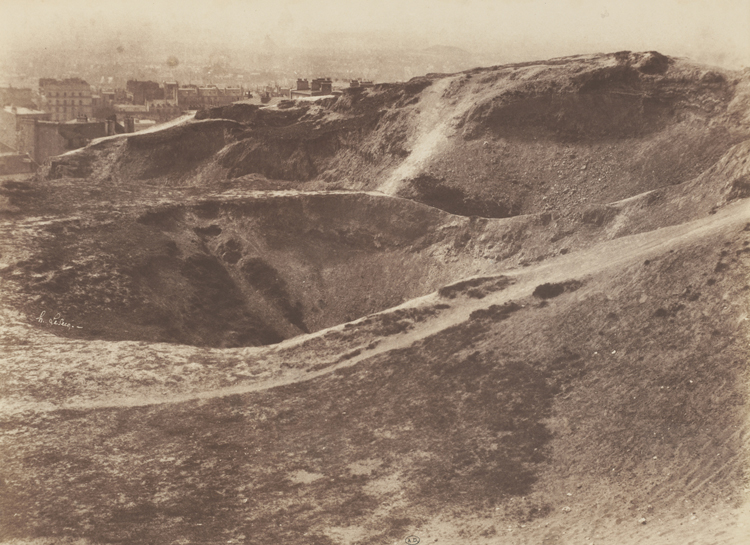
Die Gipssteinbrüche Carrières d’Amérique, um 1852

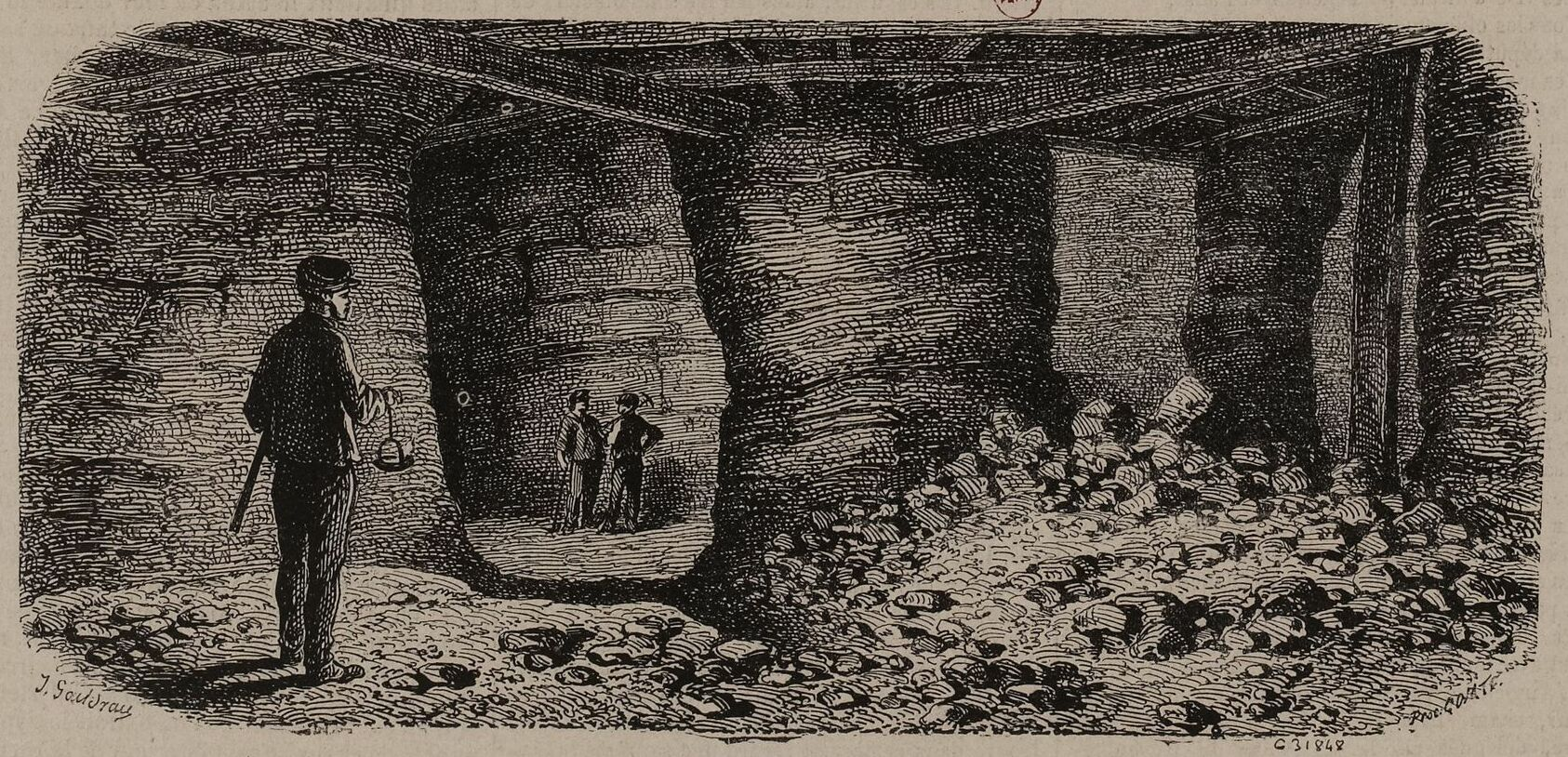
Untertage-Bergwerk der Carrières d'Amérique, um 1868

Die Gipsbrüche Carrières d’Amérique lagen östlich der Buttes Chaumonts, zwischen dem Boulevard Serrurier und der ehemaligen Rue de Mexico (heute Rue Manin) im Norden, der Rue de Crimée im Westen, der Rue Mouzaïa im Süden und dem Boulevard des Maréchaux und dem Boulevard Serrurier im Osten.
Das Gipsgestein wurde sowohl über als auch unter Tage abgebaut und gleich an Ort und Stelle verarbeitet, d. h. gebrannt und gemahlen. Für den Mahlvorgang wurden viele Mühlsteine benötigt, die in den nahegelegenen Pierres Meulières abgebaut wurden. Der Gips hatte eine exzellente Reputation. Aus den darüber liegenden, 20 bis 25 Meter dicken Lehm- und Mergel-Schichten wurden Ziegel und Kalk hergestellt.
Zwischen dem 30. Juli 1846 und dem 15. November 1850 erwarb der Steinbruchmeister und Gipsfabrikant Jacques Montéage nach und nach in 15 Transaktionen für 344.510 Franc insgesamt 212.624 m² Land. In seinem Steinbruch arbeiteten um 1856 etwa 250 bis 275 Arbeiter. Die Steinbrüche waren 1872/73 erschöpft. Sie wurden stillgelegt und anschließend insbesondere von Obdachlosen besiedelt. Das etwas südwestlich gelegene Gebiet zwischen der Rue David-d'Angers und der Rue de la Solidarité wurde um 1904 für Kleingartenanlagen (jardins ouvriers) genutzt.